# Kamieńpol

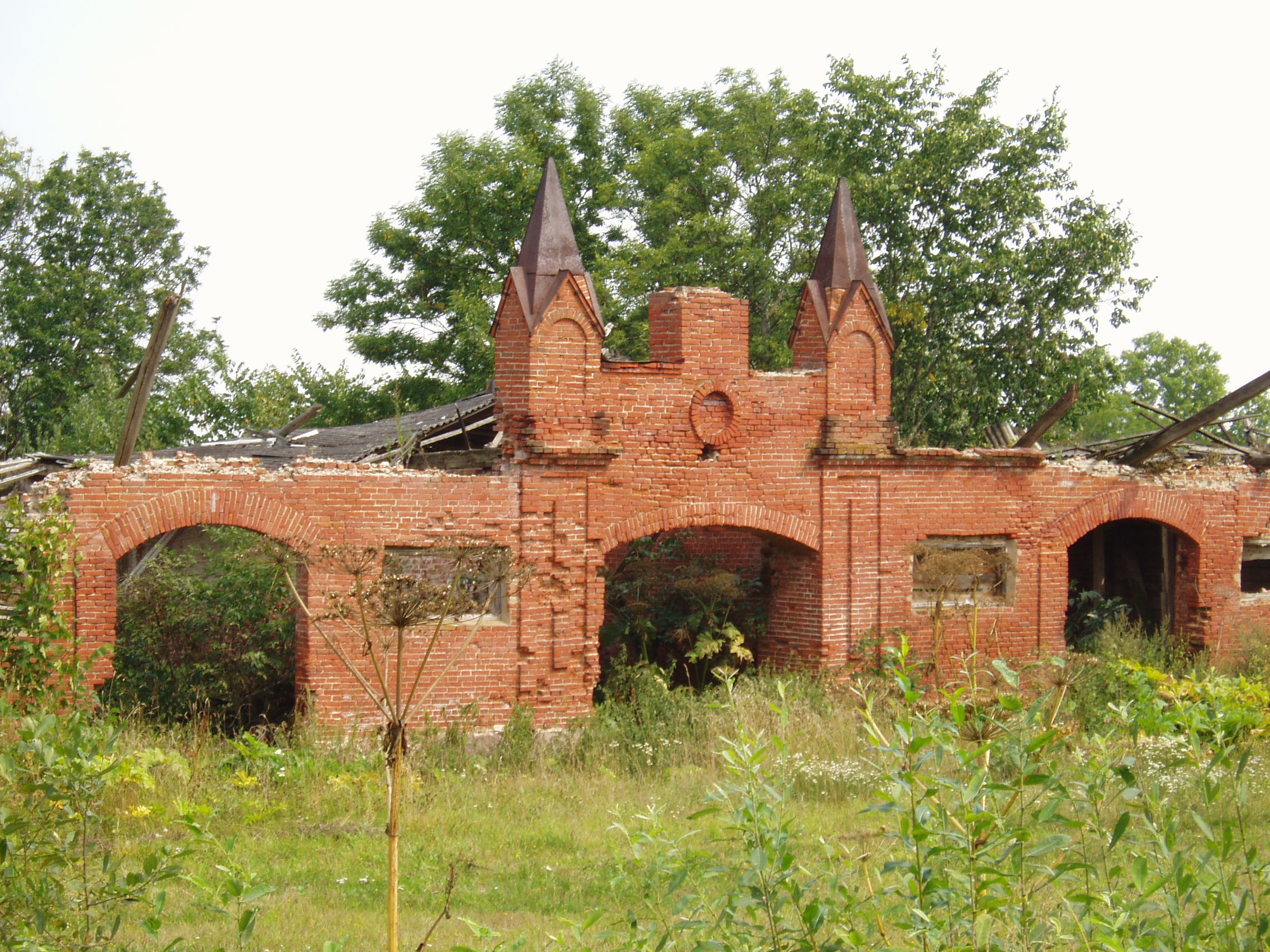
Ruiny stajni dworskiej z 1907 roku (2008, Numer w rejestrze zabytków: 213Г000558)

Kamieńpol (biał. Камянпо́лле; ros. Каменполье, również Kamienpol) – wieś na Białorusi, w rejonie miorskim obwodu witebskiego, około 6 km na zachód od Miorów.

## Historia
Kamieńpol był niegdyś częścią rozległego klucza Miory, będącego w pierwszej połowie XVII wieku własnością rodziny Ryłłów herbu Wieniawa. W 1640 roku Krzysztof i Helena z Wołków (Wołłków) Ryłłowie sprzedali go Sebastianowi Mirskiemu herbu Białynia odmienna, używającemu przydomka Światopełk (według innego źródła – Samuelowi). W rękach tej rodziny Kamieńpol pozostawał do 1939 roku. W 1641 roku Sebastian ufundował tu pierwszy drewniany kościół parafialny. Na początku XVIII wieku Kamieńpol został wydzielony z dóbr miorskich i w wyniku działów rodzinnych został objęty przez Jana Stanisława Światopełk-Mirskiego (~1690–1761), protoplastę gałęzi rodziny zwanej kamieńpolską. Był on czterokrotnie żonaty. Kolejnym dziedzicem Kamieńpola był jego syn z małżeństwa z Teresą Sieklucką, Antoni (1716–po 1778) żonaty z Emilią z domu Świrską, a następnie jego syn Jan (?–po 1788) żonaty z Teresą Despot-Zenowicz, sędzia grodzki brasławski, a po nich ich syn Iwon (1795–1849), mąż Michaliny Osmulskiej (1799–1835) i ich syn Wisław (lub Wiesław) (1828–1885), mąż Józefy Korkorowicz (lub Korkozewicz), ich syn Jan (1869–1920), mąż Elwiry z Karaffa-Korbuttów i wreszcie syna Jana Wisław (lub Wiesław) Światopełk-Mirski (1896–1951), mąż Stefanii z Alchimowiczów (1899–1973) – ostatni właściciele Kamieńpola przed 1939 rokiem.
Po III rozbiorze Polski w 1795 roku Kamieńpol, wcześniej należący do województwa wileńskiego Rzeczypospolitej, znalazł się na terenie powiatu dziśnieńskiego (ujezdu) guberni wileńskiej Imperium Rosyjskiego. Po ustabilizowaniu się granicy polsko-radzieckiej w 1921 roku Kamieńpol wrócił do Polski, znalazł się w gminie Miory, która należała do powiatu dziśnieńskiego w województwie nowogródzkim. 13 kwietnia 1922 roku gmina wraz z całym powiatem dziśnieńskim została przyłączona do Ziemi Wileńskiej, przekształconej 20 stycznia 1926 roku w województwo wileńskie. 1 stycznia 1926 roku gminę wyłączono z powiatu dziśnieńskiego i przyłączono do powiatu brasławskiego w tymże województwie. Od 1945 roku – w ZSRR, od 1991 roku – na terenie Republiki Białorusi.
W 1811 roku w kamieńpolskich dobrach Mirskich mieszkało 250 dusz. W latach 80. XIX wieku dobra te liczyły 2395 dziesięcin powierzchni. Według Powszechnego Spisu Ludności z 1921 roku zamieszkiwało tu 85 osób, 79 było wyznania rzymskokatolickiego a 6 prawosławnego. Jednocześnie 66 mieszkańców zadeklarowało polską, 18 białoruską a 1 inną przynależność narodową. Było tu 6 budynków mieszkalnych. W 1931 roku w majątku mieszkało 120 osób. W 1998 roku we wsi mieszkało 188 osób, a w 2009 – 140.
Przed siedzibą kołchozu „Prawda” w 1967 roku postawiono pomnik upamiętniający 29 żołnierzy radzieckich, którzy zginęli w czasie wielkiej wojny ojczyźnianej.

## Dwór
Wisław Mirski zbudował tu (obecnie w centrum wsi) w 1873 roku dość skromny, drewniany, początkowo jedenastoosiowy (później, po rozbudowie, trzynastoosiowy), na planie prostokąta, parterowy dwór Kamieńpolu z piętrową częścią środkową, poprzedzoną sześciokolumnowym, półowalnym portykiem stojącym na tarasie i wspierającym owalny górny taras, na który wychodziło troje drzwi z górnego piętra. Nad piętrową częścią był trójkątny fronton z prostokątnym oknem. Dom jest przykryty dachem naczółkowym, a jego środkowa część – dwuspadowym. 
Dwór zachował się do czasów dzisiejszych, majątek został przekształcony w kołchoz, a we dworze urządzono szkołę. W latach 70. XX wieku obudowano go białą cegłą, wtedy również zmieniono układ wnętrz, przebito dodatkowe drzwi, itp., co spowodowało zatracenie jego cech zabytkowych. Od około początku XXI wieku budynek jest opuszczony i niszczeje.
Jeszcze po II wojnie światowej na były zespół dworski składało się kilkanaście budynków gospodarczych, do dzisiejszych czasów zachowała się jedynie ruina stajni zbudowanej z czerwonej cegły w 1907 roku. Nie zachowały się ciekawe architektonicznie budynki: lamus, zwany też lodownią – dwukondygnacyjny budynek na planie kwadratu z podcieniem i galeryjką na górnym piętrze, przykryty łamanym dachem namiotowym, drewniana kaplica dworska, do której wejście stanowił ganeczek z dwoma wysuniętymi i dwoma przyściennymi filarami dźwigającymi frontonik. Lamus, stajnia i kuźnia stały jeszcze w latach 80. XX wieku
Dom otaczał park krajobrazowy z systemem kanałów, alej lipowych i grabowych o ciekawym układzie. Przed domem rozciągał się ogród o regularnym układzie: były tu klomby, trawniki, rabaty oraz drzewa ozdobne przystrzyżone na kształt walców. Droga prowadząca do dworu była obsadzona dębami. Zachowała się część, starych, powykrzywianych drzew.
Do dziś przetrwały resztki parku i zdziczały sad.
Majątek Kamieńpol został opisany w 11. tomie Dziejów rezydencji na dawnych kresach Rzeczypospolitej Romana Aftanazego.